# Yangchu (köpinghuvudort i Kina, Shandong Sheng, lat 37,19, long 120,78)
Yangchu (kinesiska: 杨础, 杨础镇) är en köpinghuvudort i Kina. Den ligger i provinsen Shandong, i den östra delen av landet, omkring 340 kilometer öster om provinshuvudstaden Jinan. Antalet invånare är 24 815. Befolkningen består av 12 257 kvinnor och 12 558 män. Barn under 15 år utgör 10,0 %, vuxna 15-64 år 75 %, och äldre över 65 år 14,0 %.
Runt Yangchu är det tätbefolkat, med 530 invånare per kvadratkilometer. Närmaste större samhälle är Zhuangyuan, 13,4 km norr om Yangchu. Trakten runt Yangchu består till största delen av jordbruksmark.
Genomsnittlig årsnederbörd är 747 millimeter. Den regnigaste månaden är juli, med i genomsnitt 283 mm nederbörd, och den torraste är januari, med 11 mm nederbörd.